# Trichoderma alutaceum

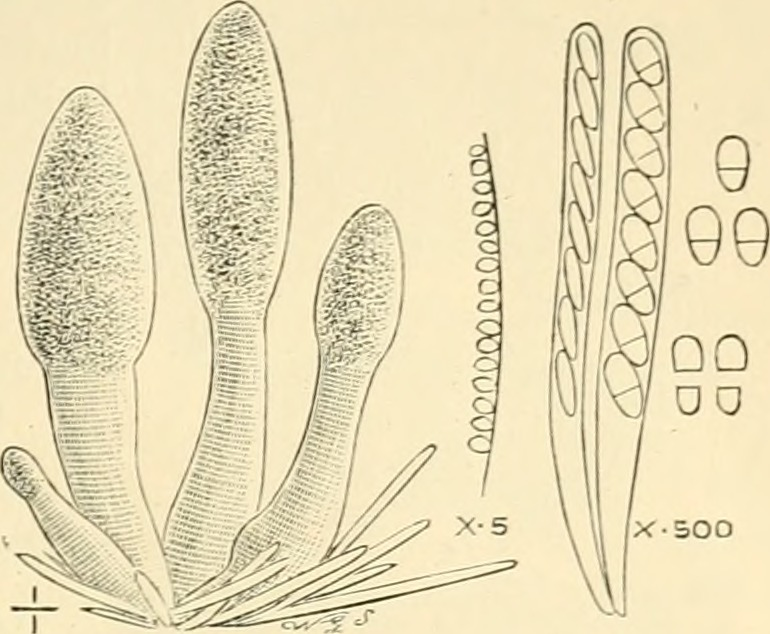

Trichoderma alutaceum Jaklitsch – gatunek grzybów należący do rodziny rozetkowatych (Hypocreaceae).

## Systematyka i nazewnictwo
Pozycja w klasyfikacji według Index Fungorum: Trichoderma, Hypocreaceae, Hypocreales, Hypocreomycetidae, Sordariomycetes, Pezizomycotina, Ascomycota, Fungi.
Po raz pierwszy opisał go w 2011 r. Walter Michael Jaklitsch na spróchniałym drewnie pod korą gałęzi dębu szypułkowego w Anglii. Wcześniej znana była jego anamorfa Hypocrea alutacea (Pers.) Ces. & De Not. 1863. Zgodnie z nomenklaturą botaniczną obecnie jest to synonim. Niektóre inne synonimy:
- Cordyceps alutaceus (Pers.) Rabenh. 1844
- Podostroma alutaceum (Pers.) G.F. Atk. 1905
- Podocrea alutacea (Pers.) Lindau 1897

## Morfologia
Cechy makroskopowe
Tworzy podkładki o wysokości 17–41 mm i grubości 2–12 mm, zróżnicowane na górną część płodną i dolną sterylną. Mają kształt od cylindrycznego do maczugowatego, są proste lub mniej lub bardziej zakrzywione, początkowo o żółtawej powierzchni, podczas dojrzewania przechodzącej w pomarańczową. Pokryte są owocnikami typu perytecjum z ciemnymi plamkami ostioli. Mają grzybowy zapach.
Cechy mikroskopowe
Worki cylindryczne, najpierw ośmiozarodnikowe, a po dojrzeniu z szesnastoma zarodnikami. Askospory o kształcie od kulistego do cylindrycznego, drobno punktowane, szkliste (3,2–)3,6–4,8(–5,6) × (2,6–)3,1–3,9(–4,5) µm; Qe = 1,9. Nie zaobserwowano parafiz. Ekscypulum o misternej teksturze.
Gatunki podobne
Bardzo podobna jest buławka spłaszczona (Clavariadelphus ligula). Odróżnić ją można cechami mikroskopowymi.

## Występowanie i siedlisko
Podano wiele stanowisk w Ameryce Północnej, Europie i Azji oraz jeden rejon występowania w Afryce. W Polsce podano kilka stanowisk, aktualne podaje także internetowy atlas grzybów. Znajduje się w nim na liście gatunków zagrożonych i wartych objęcia ochroną
Grzyb saprotroficzny.